# Cristóbal Criado
Cristóbal Criado (Arjona, província de Jaén, 1935) és un maquillador de cinema espanyol, nominat tres vegades al Goya al millor maquillatge i perruqueria.
Es va formar a l'IDHEC de la Universitat de la Sorbona i va començar a treballar a la televisió de França, on fou maquillador de Maria Callas o Adamo i treballà amb els directors Jean Aurel i Jean-Luc Godard. Ha viscut entre França i Madrid, aconseguint grans èxits i reconeixements. Ha estat maquillador d'actors com Carmen Sevilla, Sara Montiel, Raquel Welch, Francisco Rabal o Charlton Heston. Ha estat nominat al Goya al millor maquillatge i perruqueria per La herida luminosa (1997) i El abuelo (1998), ambdues de José Luis Garci i el 2003 per Hotel Danubio.
Darrerament ha donat classes de maquillatge a l'Escola Municipal de Jaén (2010) i el 2008 va rebre el Premi "Miguel Picazo" de la Diputació Provincial de Jaén.

## Filmografia
- La religieuse (1966) de Jacques Rivette
- Lamiel (1967) de Jacques Aurel
- La mujer de otro (1967) de Rafael Gil
- Sangre en el ruedo (1969) de Rafael Gil
- El techo de cristal (1971) d'Eloy de la Iglesia
- La cera virgen (1972) de José María Forqué
- Antony and Cleopatra (1972) de Charlton Heston
- Els tres mosqueters (1973) de Richard Lester
- Los camioneros (sèrie. 1973)
- Hay que matar a B. (1974) de José Luis Borau
- La Sabina (1979) de José Luis Borau
- Navajeros (1980) d'Eloy de la Iglesia
- Tú estás loco Briones (1981) de Javier Maqua
- Demonios en el jardín (1982) de Manuel Gutiérrez Aragón
- Bolero (1984) de John Derek
- Werther (1986) de Pilar Miró
- Berlín Blues (1988) de Ricardo Franco
- Brigada Central (sèrie de televisió, 1989)
- Las edades de Lulú (1990) de Bigas Luna
- Sombras en una batalla (1993) de Mario Camus
- Compuesta y sin novio (sèrie de televisió, 1994)
- La herida luminosa (1997) de José Luis Garci
- El abuelo (1998) de José Luis Garci
- Un chupete para ella (sèrie, 2000)
- Dama de Porto Pim (2001) de Toni Salgot
- El florido pensil (2002) de Rafael Porto
- Hotel Danubio (2003) d'Antonio Giménez Rico.